# Plagiothecium corticola
Plagiothecium corticola är en bladmossart som beskrevs av Johan Ångström 1873. Plagiothecium corticola ingår i släktet sidenmossor, och familjen Plagiotheciaceae. Inga underarter finns listade i Catalogue of Life.